# (350) Ornamenta
(350) Ornamenta est un astéroïde de la ceinture principale découvert par Auguste Charlois le 14 décembre 1892.